# God Save Me, But Don't Drown Me Out
"God Save Me, But Don't Drown Me Out" (estilizado em letras minúsculas) é uma canção do cantor britânico Yungblud, gravada para seu segundo álbum de estúdio Weird! (2020). Foi lançada pela Locomotion Recordings e Interscope Records como terceiro single do álbum em 17 de setembro de 2020.

## Antecedentes
Em 15 de setembro de 2020, YUNGBLUD compartilhou um vídeo em suas redes sociais, o vídeo vestido com diferentes roupas fazendo coisas diferentes, implicando que ele é multifacetado. Dois dias depois, em 17 de setembro de 2020, ele anunciou o nome, a lista de faixas e a capa de seu próximo álbum. "God Save Me, But Don't Drown Me Out" foi lançada nas plataformas de streaming em 17 de setembro de 2020. Mais tarde, Dom foi ao ar no Instagram para falar com fãs e filmar a si mesmo autografando cópias físicas do álbum, enquanto isso ele - presumivelmente acidentalmente - insinuou um videoclipe saindo na semana seguinte para a música. Mais tarde, Dom usou os story do Instagram para explicar por que o vídeo parecia seu videoclipe mais importante na carreira. O videoclipe foi então lançado em 24 de setembro de 2020.

## Videoclipe
O videoclipe foi dirigido por Yungblud e Gavin Gottlich e lançado em 24 de setembro de 2020.

## Histórico de lançamento
| País      | Data                   | Formato(s)                  | Gravadora(s)           | Ref.   |
| --------- | ---------------------- | --------------------------- | ---------------------- | ------ |
| Vários    | 17 de setembro de 2020 | Download digital, streaming | Locomotion, Interscope | [ 15 ] |
| Austrália | 18 de setembro de 2020 | Rádios mainstream           | Interscope, Universal  | [ 16 ] |